# Francesco d'Angelo

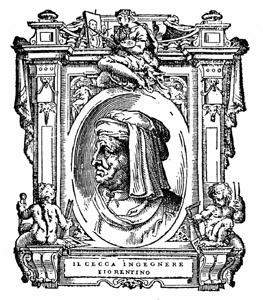
Il Cecca, gravat de l'edició de 1568 de les Vides dels més excel·lents, pintors, escultors i arquitectes de Giorgio Vasari.

Francesco d'Angelo (1446 — 1488), també conegut com Il Cecca va ser un pintor, escultor i enginyer italià (Florentí). Va ser conegut per les escultures — sovint mecàniques — que hom treia en ocasió de processons religioses, per les seues maquinàries teatrals i pels dispositius militars que va desenvolupar. Va ser mort en batalla l'any 1488, quan acompanyava l'exèrcit florentí. Va ser soterrat a l'església de San Piero Scheraggio.